# Grand Prix Formule 1 van Canada 1982
De Grand Prix Formule 1 van Canada 1982 werd gehouden op 13 juni in Montreal.

## Uitslag
| Positie | Nummer | Rijder             | Team           | Ronden | Tijd/Opgave      | Startplaats | Punten |
| ------- | ------ | ------------------ | -------------- | ------ | ---------------- | ----------- | ------ |
| 1       | 1      | Nelson Piquet      | Brabham-BMW    | 70     | 1:46:39.577      | 4           | 9      |
| 2       | 2      | Riccardo Patrese   | Brabham-Ford   | 70     | + 13.799         | 8           | 6      |
| 3       | 7      | John Watson        | McLaren-Ford   | 70     | + 1:01.836       | 6           | 4      |
| 4       | 11     | Elio de Angelis    | Lotus-Ford     | 69     | + 1 Ronde        | 10          | 3      |
| 5       | 29     | Marc Surer         | Arrows-Ford    | 69     | + 1 Ronde        | 16          | 2      |
| 6       | 22     | Andrea de Cesaris  | Alfa Romeo     | 68     | Geen benzine     | 9           | 1      |
| 7       | 5      | Derek Daly         | Williams-Ford  | 68     | Geen benzine     | 13          |        |
| 8       | 30     | Mauro Baldi        | Arrows-Ford    | 68     | + 2 Rondes       | 17          |        |
| 9       | 28     | Didier Pironi      | Ferrari        | 67     | + 3 Rondes       | 1           |        |
| 10      | 25     | Eddie Cheever      | Ligier-Matra   | 66     | Geen benzine     | 12          |        |
| 11      | 17     | Jochen Mass        | March-Ford     | 66     | + 4 Rondes       | 22          |        |
| NC      | 4      | Brian Henton       | Tyrrell-Ford   | 59     | Niet geklasseerd | 26          |        |
| NF      | 6      | Keke Rosberg       | Williams-Ford  | 52     | Versnellingsbak  | 7           |        |
| NF      | 18     | Raul Boesel        | March-Ford     | 47     | Motor            | 21          |        |
| NF      | 3      | Michele Alboreto   | Tyrrell-Ford   | 41     | Motor            | 15          |        |
| NF      | 15     | Alain Prost        | Renault        | 30     | Motor            | 3           |        |
| NF      | 16     | René Arnoux        | Renault        | 28     | Spin             | 2           |        |
| NF      | 10     | Eliseo Salazar     | ATS-Ford       | 20     | Motor            | 24          |        |
| NF      | 8      | Niki Lauda         | McLaren-Ford   | 17     | Koppeling        | 11          |        |
| NF      | 26     | Jacques Laffite    | Ligier-Matra   | 8      | Benzinesysteem   | 19          |        |
| NF      | 14     | Roberto Guerrero   | Ensign-Ford    | 2      | Koppeling        | 20          |        |
| NF      | 23     | Bruno Giacomelli   | Alfa Romeo     | 1      | Botsing          | 5           |        |
| NF      | 12     | Nigel Mansell      | Lotus-Ford     | 1      | Botsing          | 14          |        |
| NF      | 31     | Jean-Pierre Jarier | Osella-Ford    | 0      | Teruggetrokken   | 18          |        |
| NF      | 32     | Riccardo Paletti   | Osella-Ford    | 0      | Fataal ongeval   | 23          |        |
| NF      | 33     | Geoff Lees         | Theodore-Ford  | 0      | Botsing          | 25          |        |
| NQ      | 9      | Manfred Winkelhock | ATS-Ford       |        |                  |             |        |
| NQ      | 19     | Emilio de Villota  | March-Ford     |        |                  |             |        |
| NQ      | 20     | Chico Serra        | Fittpaldi-Ford |        |                  |             |        |

## Wetenswaardigheden
- Riccardo Paletti vond de dood bij een ongeval in de race.

## Statistieken
| Pole-position | Didier Pironi | Ferrari | 1:27.509 |
| Snelste ronde | Didier Pironi | Ferrari | 1:28.323 |

## Noot
- Dit was de vijfde snelste ronde voor Didier Pironi.

1967 · 1968 · 1969 · 1970 · 1971 · 1972 · 1973 · 1974 · 1976 · 1977 · 1978 · 1979 · 1980 · 1981 · 1982 · 1983 · 1984 · 1985 · 1986 · 1988 · 1989 · 1990 · 1991 · 1992 · 1993 · 1994 · 1995 · 1996 · 1997 · 1998 · 1999 · 2000 · 2001 · 2002 · 2003 · 2004 · 2005 · 2006 · 2007 · 2008 · 2010 · 2011 · 2012 · 2013 · 2014 · 2015 · 2016 · 2017 · 2018 · 2019 · 2022 · 2023 · 2024 · 2025 · 2026 · 2027 · 2028 · 2029